# Arte en Andalucía
El Arte en Andalucía es uno de los aspectos más conocidos de esa tierra, que ha sido cuna de grandes artistas. Sobresalen los pintores Velázquez, Murillo, Valdés Leal, y los escultores Martínez Montañés y Alonso Cano. De tiempos más recientes son conocidos en todo el mundo los pintores Vázquez Díaz y Pablo Picasso. El compositor gaditano Manuel de Falla incorporó a sus obras melodías típicas andaluzas, así como el sevillano Joaquín Turina. Destaca también el cantaor Camarón de la Isla, nacido en San Fernando (Cádiz).

## Arquitectura

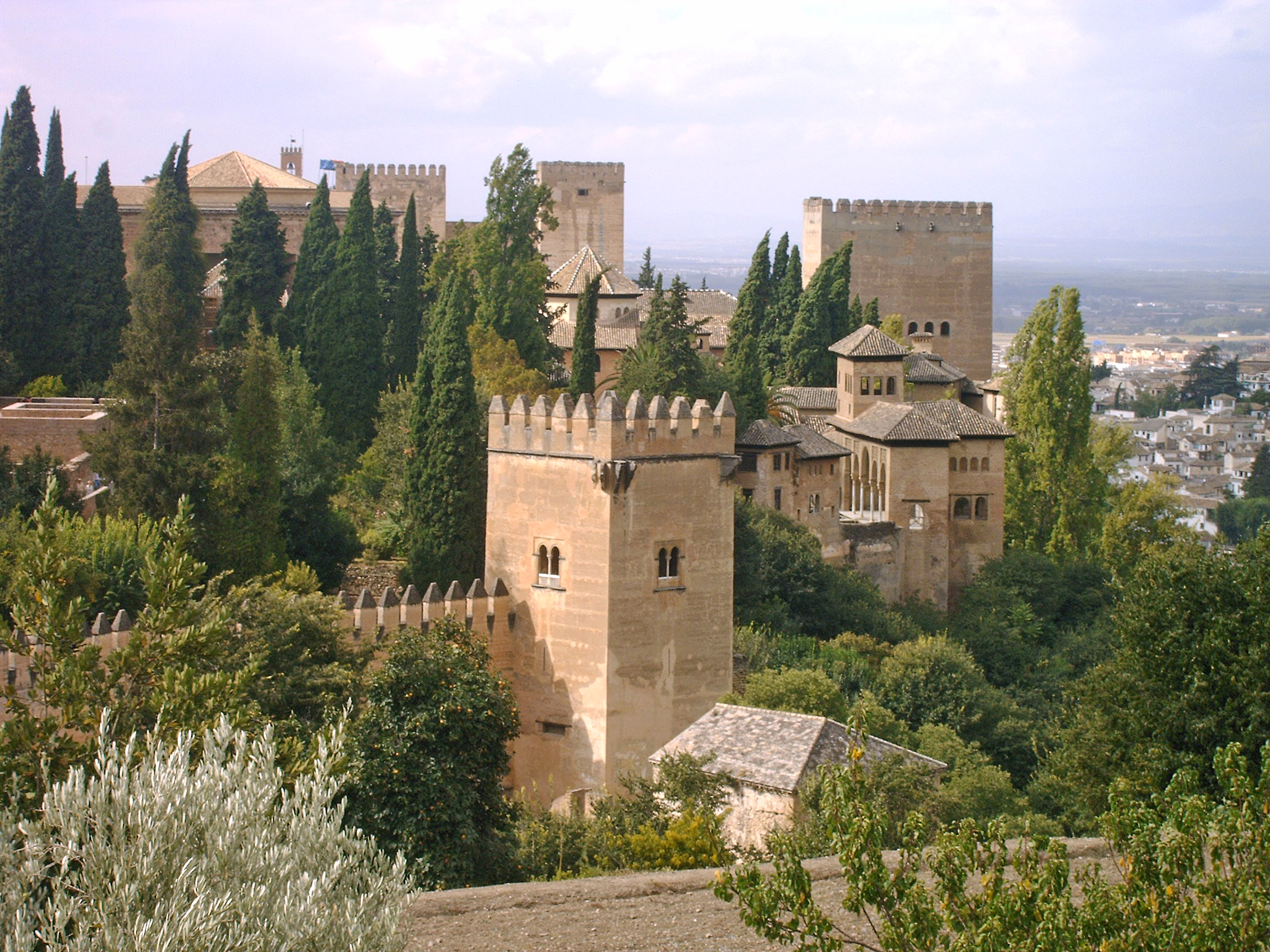
La Alhambra vista desde los jardines del Generalife, al fondo el barrio del Albaicín.

Del Neolítico se conservan importantes ejemplos de megalitismo, como el dolmen de Menga y el de Viera. Los primeros ejemplos de urbanismo datan de la Edad de Bronce en Los Millares y El Argar. 
De la Edad Antigua tienen especial importancia el yacimiento arqueológico de Doña Blanca, la ciudad fenicia más antigua de la península ibérica, el Castillo de Medina Sidonia y las ruinas de Itálica.

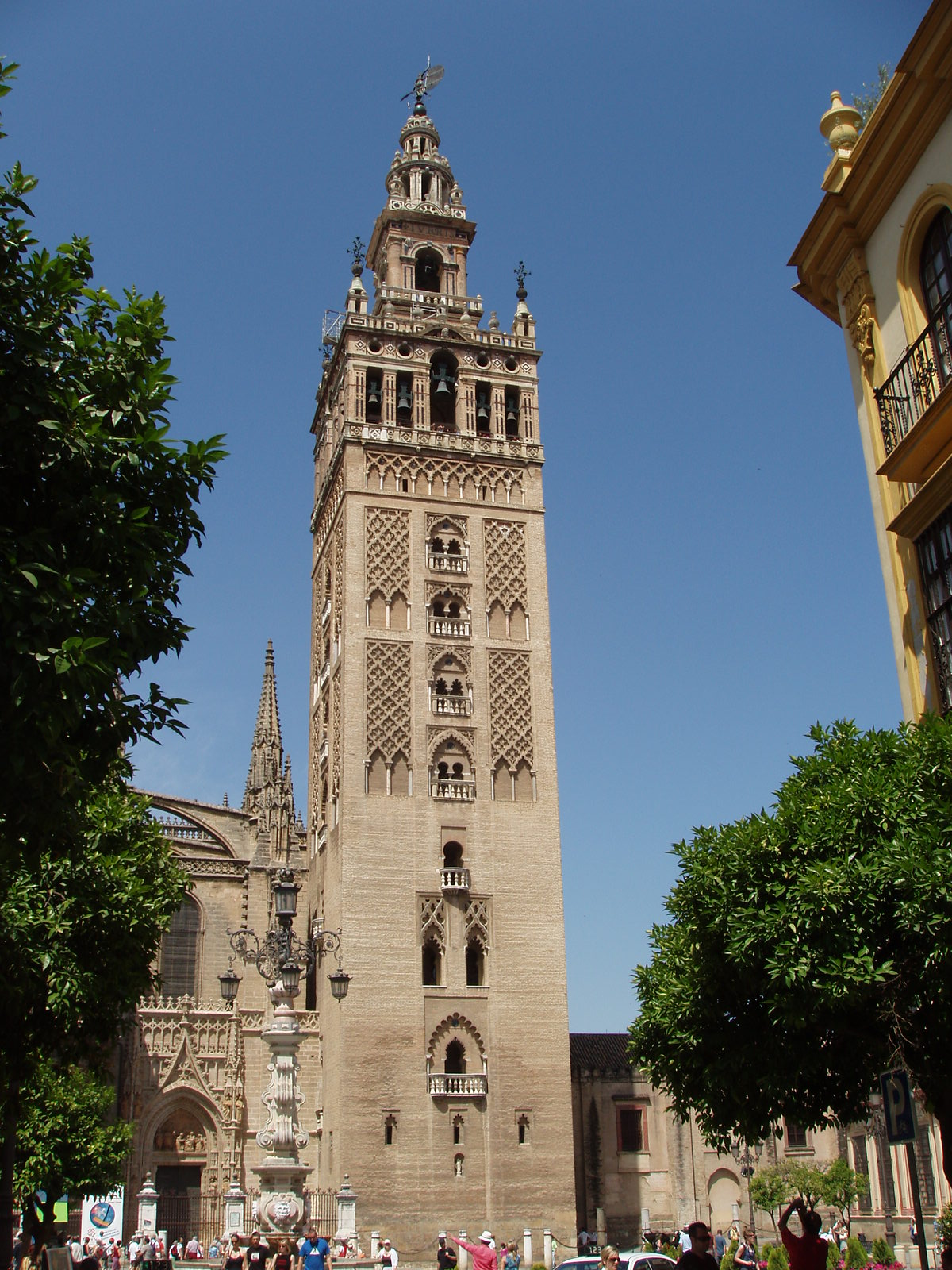
Vista general de la Giralda, en la catedral de Sevilla.

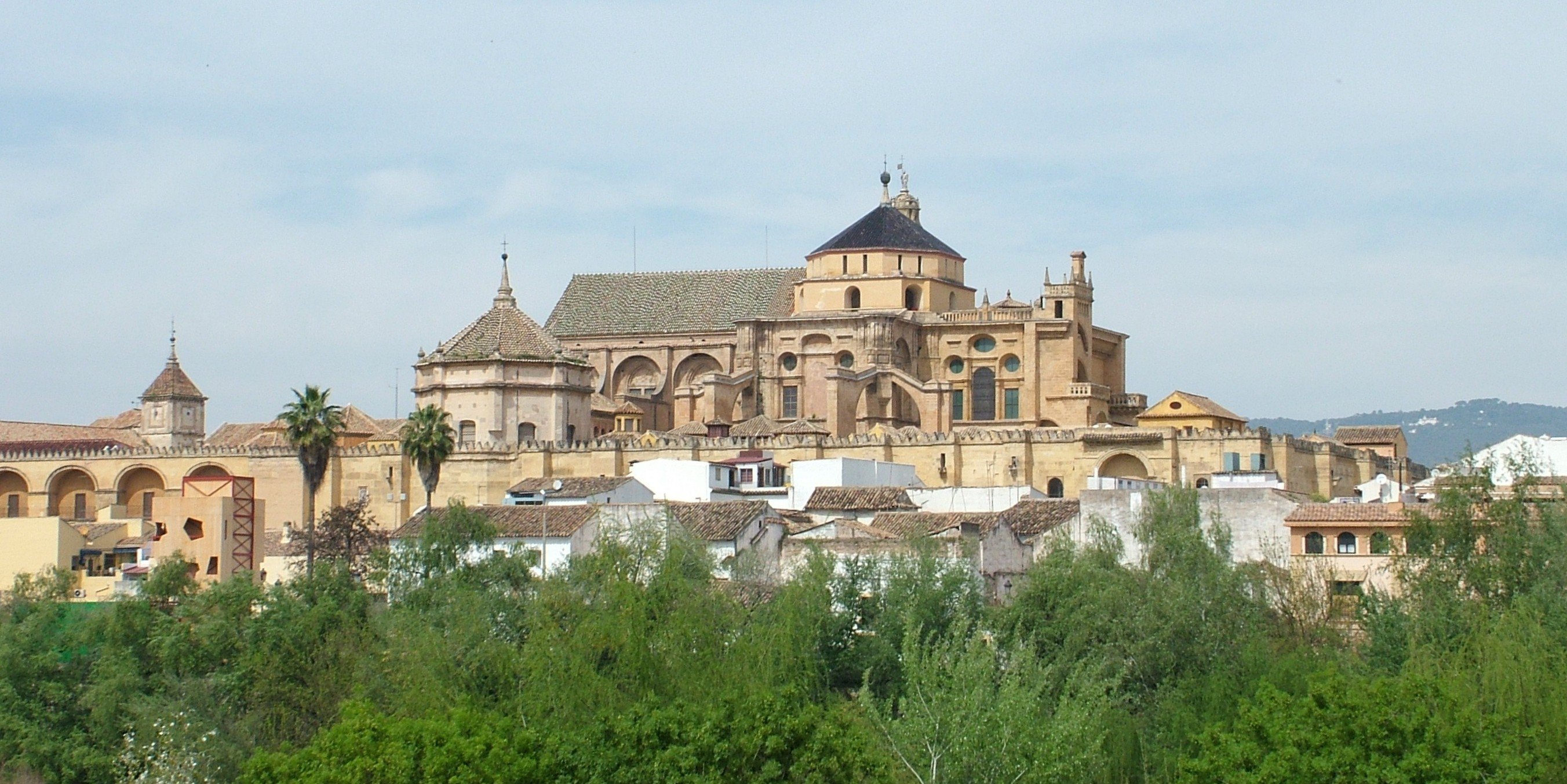
Vista exterior de la Mezquita-Catedral de Córdoba.

A la arquitectura hispanoárabe o andalusí pertenecen algunos de los edificios más representativos de Andalucía como la Alhambra, la Alcazaba de Almería, la Mezquita de Córdoba y la Giralda. La arquitectura andalusí, como la romana anteriormente, influyó de manera notable en la arquitectura posterior, especialmente en la arquitectura mudéjar, cuyos principales ejemplos son el Real Alcázar de Sevilla y las iglesias parroquiales del reino de Córdoba y Sevilla, que combinan elementos de raigambre andalusí con otros propios de la arquitectura románica y gótica. Posteriormente la Catedral de Sevilla, el templo gótico más grande del mundo, marcó la pauta para la construcción de otros edificios de su reino, como la Parroquia de San Miguel de Jerez, la Prioral del Puerto de Santa María, la iglesia de Santa María la Coronada de Medina Sidonia y Las Covachas de Sanlúcar de Barrameda. En Granada son fundamentales la Capilla Real y la Catedral, de planta gótica y cuerpo renacentista. 
La arquitectura renacentista tuvo uno de sus principales focos en el reino de Jaén, con la construcción de su catedral por parte de Andrés de Vandelvira, que servirá de modelo para la Catedral de Málaga y la de Guadix, y con los conjuntos monumentales de las ciudades de Úbeda y Baeza, declaradas Patrimonio de la Humanidad por la Unesco. Sevilla y su reino también fueron importantes focos de la arquitectura renacentista, como demuestran el Ayuntamiento de Sevilla, el Hospital de las Cinco Llagas o la Cartuja de Jerez de la Frontera. El Palacio de Carlos V en Granada tiene una importancia singular por su purismo italianizante.
Del Barroco se conservan edificios como el palacio de San Telmo de Sevilla, la iglesia de Nuestra Señora del Reposo de Campillos, y la Cartuja de Granada. Del Academicismo, la Fábrica de Tabaco de Sevilla y del Neoclasicismo los edificios del núcleo gaditano, como el Ayuntamiento de Cádiz, la Cárcel Real y la Santa Cueva.

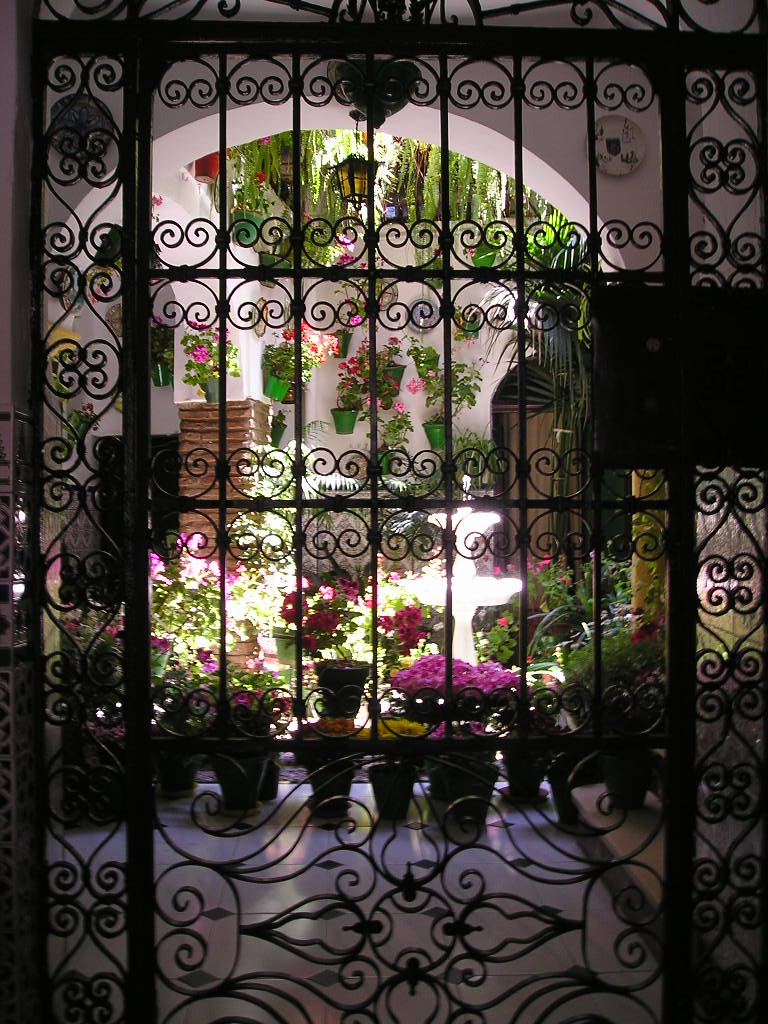
Patio andaluz en Córdoba.

Dentro del estilo historicista propio de los siglos XIX y XX, destaca el conjunto arquitectónico de la Exposición Iberoamericana de Sevilla de 1929, donde destaca la plaza de España, de aire neomudéjar, denominado regionalismo historicista. Asimismo se conserva un importante patrimonio industrial, relacionado con diversas actividades económicas. 

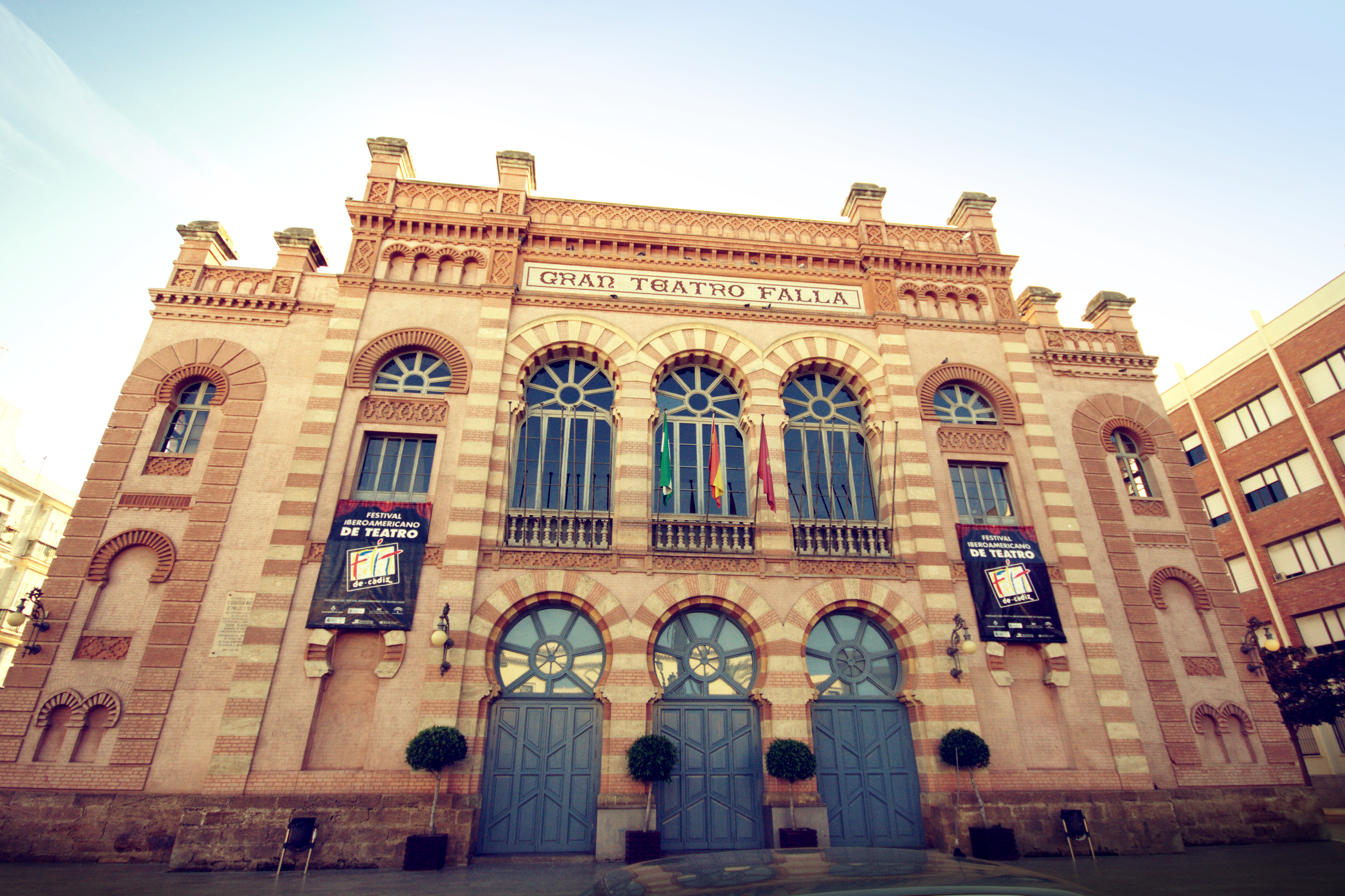
Gran Teatro Falla de Cádiz.

La arquitectura tradicional tiene un marcado carácter mediterráneo que hunde sus raíces en la arquitectura romana y árabe y que está fuertemente condicionada por el clima. Las viviendas tradicionales urbanas suelen construirse adosadas unas a otras para aislarlas de las altas temperaturas exteriores. Predominan los muros sólidos encalados sobre los vanos para evitar la insolación excesiva del interior. En función de la climatología y de la tradición de cada zona, las cubiertas de las casas pueden ser aterrazadas, formando azoteas, o tejados a varias aguas construidos con tejas árabes. Uno de los elementos más característicos es el patio interior. Entre los patios andaluces son célebres los cordobeses. En las viviendas suelen utilizarse las rejas de hierro forjado y los azulejos como elementos decorativos. Las plantas, flores y el agua, son parte fundamental de la arquitectura tradicional andaluza, tanto suntuaria como popular. Más allá de estos elementos generalizados, existen tipologías arquitectónicas singulares, como la arquitectura alpujarreña y las cuevas de la Hoya de Guadix y del Sacromonte o la arquitectura tradicional del Marquesado de Zenete, entre otras.
En el ámbito de la arquitectura rural destacan las casas o caseríos de labor, como son los cortijos, haciendas y alquerías.

## Escultura

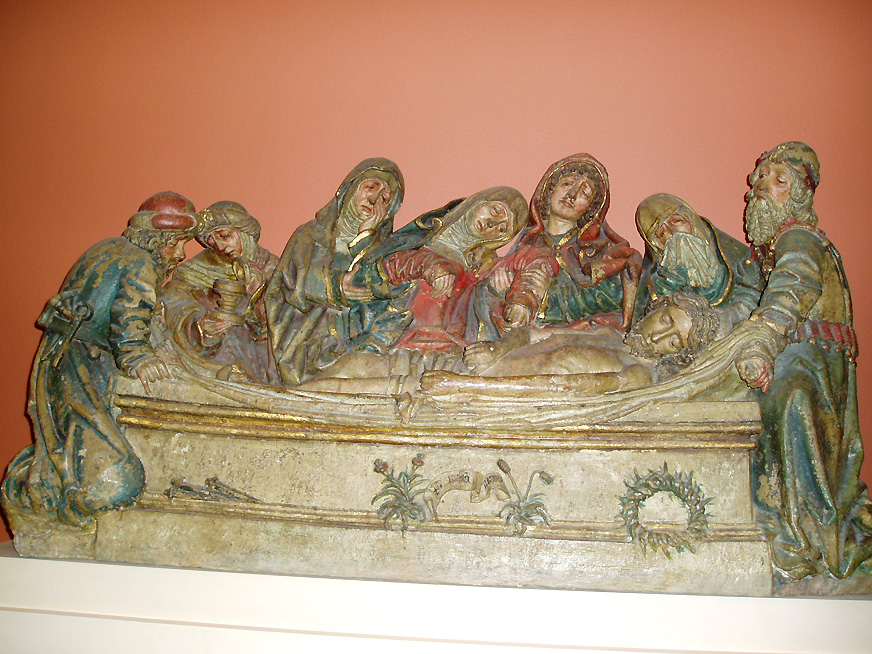
Llanto sobre Cristo Muerto, de Pedro Millán, Museo de Bellas Artes de Sevilla.

Los relieves íberos de Osuna, la Dama de Baza, el León de Bujalance, los sarcófagos fenicios de Cádiz y las piezas de escultura romana provenientes de ciudades béticas como Itálica, dan testimonio del cultivo de la escultura en Andalucía desde la Antigüedad. Del tiempo de al-Ándalus apenas se conservan esculturas dignas de mención, pues el islam es una civilización mayoritariamente iconoclasta, siendo una destacada excepción los leones de la Alhambra y del Maristán de Granada.
Durante la Edad Moderna el papel fundamental lo desempeñaron la Escuela sevillana de escultura y la granadina, con autores como Mercadante de Bretaña, Pedro Millán, Juan Martínez Montañés, Pedro Roldán, José de Arce, Jerónimo Balbás, Alonso Cano y Pedro de Mena. Ambas escuelas se dedicaron principalmente al arte religioso con la creación de imágenes religiosas y retablos realizados mayoritariamente en madera.
La escultura de temática no religiosa existió en Andalucía desde antiguo, como demuestran los mármoles renacentistas de la Casa de Pilatos y las esculturas mitológicas de Diego de Pesquera. Sin embargo no comenzó a generalizarse hasta el siglo XIX, con autores como Antonio Susillo.

## Pintura

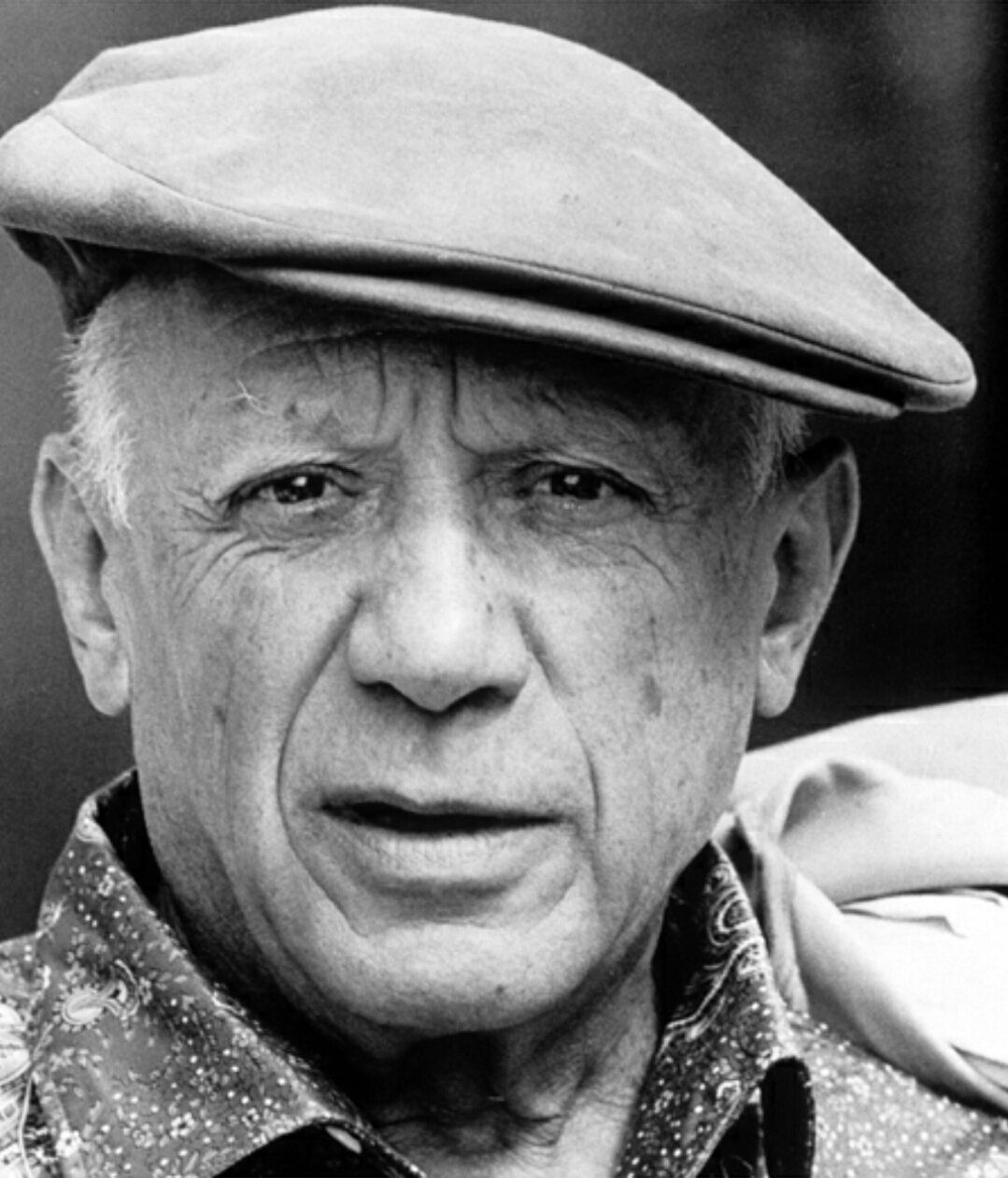
Pablo Ruiz Picasso, pintor malagueño.

En la historia de la pintura en Andalucía tienen un papel fundamental la Escuela granadina y la Escuela sevillana. Esta última es una de las grandes escuelas pictóricas españolas y europeas, que tuvo una larga trayectoria que va desde el siglo XV al XIX y que aportó a la Historia del Arte importantes creadores como Zurbarán, Velázquez y Murillo así como teóricos del arte como Francisco Pacheco. El Museo de Bellas Artes de Sevilla, considerada la segunda pinacoteca más importante de España, es fundamental para conocer la larga historia del arte pictórico sevillano.
Dada su temática, merece una mención especial la pintura costumbrista andaluza, desarrollada a partir del Romanticismo por autores como Manuel Barrón, José García Ramos, Gonzalo Bilbao y Julio Romero de Torres y que está muy bien representada en la Colección Carmen Thyssen-Bornemisza.
En el contexto de la pintura contemporánea es fundamental la figura del pintor malagueño Picasso, cuya obra está ampliamente representada en el Museo Picasso Málaga.